# Elżbieta Konderak
Elżbieta Konderak (ur. 28 lipca 1955 w Działoszycach) – polska dziennikarka, redaktorka, reżyser telewizyjny.
Ukończyła filologię polską na Uniwersytecie Jagiellońskim i reżyserię na Wydziale Radia i Telewizji im. Krzysztofa Kieślowskiego Uniwersytetu Śląskiego. W 1989–1990 realizowała materiały filmowe dla Video-Studio-Gdańsk, po roku 1990 filmy dokumentalne i programy dla TVP. Od 1999 roku pracuje w redakcji miesięcznika LIST. Od 2001 jest jego redaktorem naczelnym. Od 2009 roku również redaktor naczelna miesięcznika BIBLIA Krok po Kroku.

## Twórczość

### Filmy
- 1987 Ulica – dokument zrealizowany w ramach studiów na WRiTV (prod. TVP)
- 1990 Ufam Tobie – dokument (prod. Video-Studio-Gdańsk)
- 1991 Schola – dokument (prod. TVP)
- 1992–1996 Za i przed klauzurą – cykl filmów dokumentalnych – dziesięć duchowości zakonnych: Pańskie Psy, Mnisi z Jasnej Mogiły, Kto się boi jezuity, Posłuchaj córko, Światła Góry Karmel, Święty Franciszek słucha rocka, Sny o raju, Są od zawsze, Szkoły pobożne, Sprawa Zmartwychwstania (prod. TVP)
- 1993 Święty Jacek – dokument, wspólnie z Jarosławem Głodkiem OP (prod. TVP, Polska Prowincja Dominikanów)
- 1994 Czytając Katechizm – cykl edukacyjnych programów filmowych, wspólnie z Wojciechem Giertychem OP – dziesięć odcinków (prod. TVP)
- 1994–1997 Era Wodnika a Ewangelia – cykl filmów dokumentalnych – jedenaście odcinków (prod. TVP)
- 1994–1997 Co myślimy o Bogu, zbawieniu, wierze i Kościele – cykl filmów dokumentalnych – siedem odcinków (prod. TVP)

### Książki
- 2008 Święta Rita i nasze sprawy beznadziejne (wyd. Kraków)

## Nagrody
- 1991 Niepokalanów – Ufam Tobie – wyróżnienie
- 1995 Niepokalanów – Święty Franciszek słucha rocka – 3. nagroda
- 2010 – nominacja do nagrody Ślad